# Distrikt Huacaybamba
Der Distrikt Huacaybamba liegt in der Provinz Huacaybamba in der Region Huánuco in Westzentral-Peru. Der Distrikt wurde am 2. Januar 1857 gegründet. Er besitzt eine Fläche von 550 km². Beim Zensus 2017 wurden 6019 Einwohner gezählt. Im Jahr 1993 lag die Einwohnerzahl bei 6251, im Jahr 2007 bei 6737. Sitz der Distrikt- und der Provinzverwaltung ist die 3168 m hoch gelegene Ortschaft Huacaybamba mit 1791 Einwohnern (Stand 2017).

## Geographische Lage
Der Distrikt Huacaybamba befindet sich zentral in der Provinz Huacaybamba. Er liegt am Nordostufer des Río Marañón und erstreckt sich über die peruanische Zentralkordillere. Der Ostteil des Distrikts wird über den Río Huamuco (auch Río Yanajanca) nach Osten zum Río Huallaga entwässert.
Der Distrikt Huacaybamba grenzt im Südwesten an die Distrikte Paucas (Provinz Huari) und Llamellín (Provinz Antonio Raymondi), im Nordwesten an den Distrikt Pinra, im Norden und im Nordosten an die Distrikte Cholón und Santa Rosa de Alto Yanajanca (beide in der Provinz Marañón) sowie im Süden an den Distrikt Cochabamba.

## Ortschaften
Im Distrikt gibt es neben dem Hauptort folgende größere Ortschaften:
- Bello Progreso (250 Einwohner)
- Huauyash (260 Einwohner)
- Quichirragra (355 Einwohner)
- Rondobamba (491 Einwohner)